# Yvon Petra
Yvon François Marie Petra (Cholon, 8 marzo 1916 – Parigi, 12 settembre 1984) è stato un tennista francese.

## Carriera
Vince il primo titolo del Grande Slam insieme a Simonne Mathieu nel doppio misto agli Internazionali di Francia 1937 e da quell'anno fino al 1947 fa parte della squadra francese di Coppa Davis vincendo quindici match su ventidue.
Nel 1938 vince il primo titolo nel doppio maschile insieme a Bernard Destremau agli Internazionali di Francia.
Appena finita la seconda guerra mondiale vince il Torneo di Wimbledon 1946 in singolare e per la seconda volta il doppio maschile agli Internazionali di Francia.
È morto nel settembre 1984 ed è stato sepolto a Saint-Germain-en-Laye.

## Finali del Grande Slam

### Vinte (1)
| Anno | Torneo    | Avversario in finale | Risultato           |
| 1946 | Wimbledon | Geoff Brown          | 6-2 6-4 7-9 5-7 6-4 |